# Décret Barbarossa
Pendant la Seconde Guerre mondiale, le décret Barbarossa (en allemand : Erlass über die Ausübung der Kriegsgerichtsbarkeit im Gebiet „Barbarossa“ und über besondere Maßnahmen der Truppe, décret sur l'exercice de la juridiction martiale dans la « zone Barbarossa » et sur les mesures spéciales des troupes) est l'un des ordres criminels de la Wehrmacht donnés le 13 mai 1941, peu avant l'opération Barbarossa, l'invasion de l' Union soviétique à partir du 22 juin 1941.
Le décret a été exposé par Adolf Hitler lors d'une réunion de haut niveau avec des responsables militaires le 30 mars 1941, où il a déclaré que la guerre contre les Soviétiques serait une guerre d'extermination, dans laquelle les élites militaires, politiques et intellectuelles de Russie devraient être éradiquées par les forces allemandes, afin d'assurer une victoire allemande durable. Hitler a souligné que les exécutions ne relèveraient pas des tribunaux militaires, mais du commandement des militaires sur place.
Le décret émis par le maréchal Keitel, chef du haut commandement (OKW), quelques semaines avant l'opération Barbarossa, concerne la conduite militaire allemande vis-à-vis des civils et des partisans soviétiques. Il prescrit que les attaques de civils russes contre les Allemands ne relèvent plus de la justice militaire : les suspects doivent être amenés devant un officier qui décidera s'ils doivent être exécutés. Si des membres de la Wehrmacht maltraitent des civils russes, la justice militaire ne doit pas intervenir (son action est décrétée « non requise »), à moins qu'elle ne soit nécessaire au maintien de la discipline. Il ordonne aux troupes allemandes de « se défendre sans pitié contre toute menace de la population civile ennemie ».
Vu son contenu, contraire à l'éthique militaire et aux lois de la guerre (comme les conventions de Genève), l'ordre doit rester secret absolu. Le 27 juillet 1941, Keitel ordonne que toutes les copies du décret soient détruites ; le décret conservant toujours sa validité officielle.

## Contenu
- Les partisans doivent être impitoyablement éliminés au combat ou lors de tentatives d'évasion, et toutes les attaques de la population civile contre les soldats de la Wehrmacht doivent être réprimées par l'armée sur-le-champ en utilisant les mesures les plus extrêmes, jusqu'à destruction des attaquants ;
- Tout officier de l'occupation allemande dans l'Est du futur aura le droit de procéder à l'exécution sans jugement, sans aucune formalité, de toute personne soupçonnée d'avoir une attitude hostile envers les Allemands. Il en va de même pour les prisonniers de guerre ;
- Si vous n'êtes pas parvenu à identifier et à punir les auteurs d'actes antiallemands, vous êtes autorisé à appliquer le principe de responsabilité collective. Des « mesures collectives » contre les résidents de la zone où l'attaque s'est produite peuvent alors être appliquées après approbation du commandant de bataillon ou du niveau supérieur de commandement » ;
- Les soldats allemands qui commettent des crimes de guerre ou des crimes contre l'humanité, contre l'URSS ou contre les prisonniers de guerre, doivent être exonérés de toute responsabilité pénale, même s'ils commettent des actes punissables selon la loi allemande.

## Contexte
Dès la bataille d'Angleterre en septembre 1940, Hitler annonce qu'il veut la guerre d'extermination totale des ennemis du nazisme. Au Palais des Sports de Berlin, il clame dans son discours resté célèbre, qui annonce le début du Blitz : " Nous allons rayer vos villes de la carte" ("Wir werden ihre Städte ausradieren !"),.
Déjà avant l'opération Barbarossa, les troupes allemandes ont été exposées à un violent endoctrinement antisémite et anti-slave via des films, la radio, des conférences, des livres et des tracts. La propagande de l'armée allemande décrivait l'ennemi soviétique dans les termes les plus déshumanisés, dépeignant l'Armée rouge comme une force d'Untermenschen slaves (sous-humains) et de sauvages « asiatiques » se livrant à des « méthodes de combat asiatiques barbares » commandées par de mauvais commissaires juifs à qui les troupes allemandes ne devaient accorder aucune pitié.
À la suite de ces opinions, la majorité de l'armée allemande a travaillé avec enthousiasme avec les SS et la police pour assassiner des Juifs en Union soviétique. L'historien britannique Richard J. Evans a écrit que les officiers subalternes étaient plutôt des nationaux-socialistes particulièrement zélés, un tiers d'entre eux étant même membres du parti nazi en 1941. La Wehrmacht a obéi aux ordres criminels d'Hitler pour Barbarossa non seulement par obéissance, mais aussi par adhésion à la propagande nazie selon laquelle l'Union soviétique était dirigée par des Juifs, et qu'il fallait que l'Allemagne détruise complètement le " judéo-bolchevisme ".
Jürgen Förster a écrit que la majorité des officiers de la Wehrmacht croyaient sincèrement que la plupart des commissaires de l'Armée rouge étaient juifs et que la meilleure façon de vaincre l'Union soviétique était de tuer tous les commissaires afin de priver les soldats russes de leurs chefs juifs.

## Crimes de guerre
Au Tribunal de Nuremberg, Keitel est condamné à mort pour plan concerté ou complot, crimes contre la paix, crimes de guerre et crimes contre l'humanité en raison de son rôle prépondérant dans la guerre d'extermination à l'Est. Il est pendu le 16 octobre 1946.